# ラナ・プラザ崩落事故
ラナ・プラザ崩落事故（ -ほうらくじこ）は、2013年4月24日（現地時間）、バングラデシュの首都ダッカ北西約20kmにある、シャバール（サバール、en:Savar Upazila、人口約140万人）の8階建ての商業ビル「ラナ・プラザ」が崩壊した事故。
死者1,134人、負傷者2,500人以上を出し、1995年に韓国で発生した三豊百貨店崩壊事故を上回る大惨事になった。

## 事故の概要

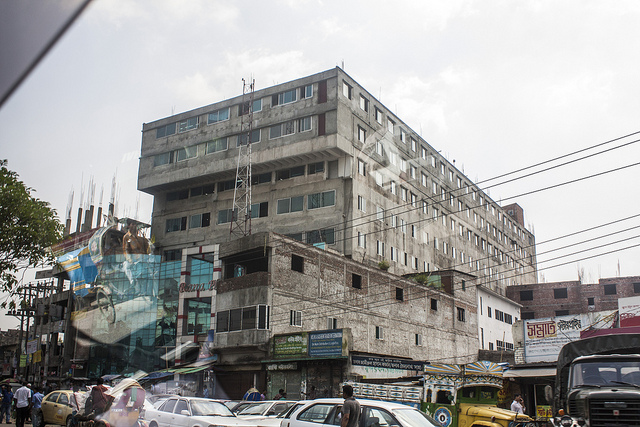
崩壊前のラナ・プラザ
最上部3階分が違法に増築されていた

このビルには縫製工場、銀行、商店などが入居していたが、朝のラッシュアワーに事故が重なり被害が大きくなった。事故前日に当該ビルの亀裂が発見され、ビルの使用を中止するように警告がされていたが、ビルのオーナーらに無視された。なお28日までにビル所有者、工場経営者などは逮捕された。

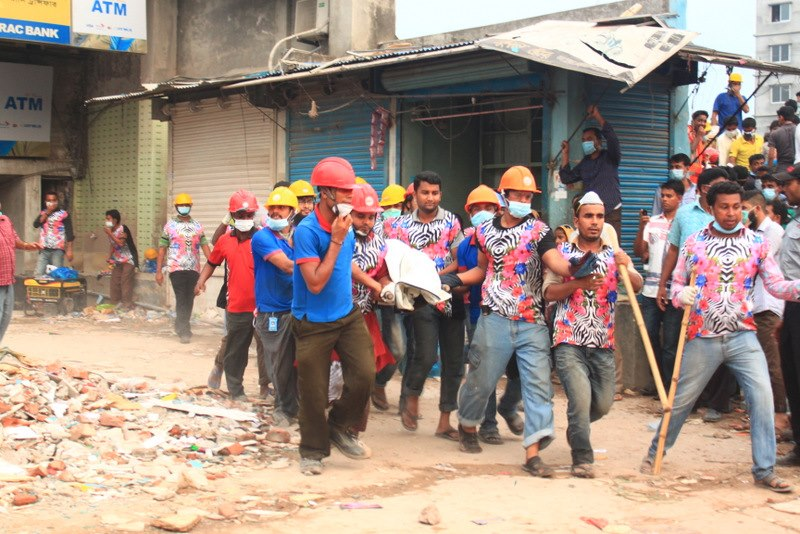
救出作業

事故後の28日には、当局は生存者捜索の打切りを決定し、重機によるがれきの撤去作業を開始した。29日までに約400人の死者を確認したが、重機投入後の建物崩壊により犠牲者数が増えたとの指摘もある。事故発生17日目の5月10日には3階の残骸部分から女性1人が救出された。
同国調査官による初期調査によれば、上層部に設置された4基の大型発電機の振動と数千台のミシンの振動が崩壊を誘発したという。また建物は正規の許可手続きなしに建築され、5～8階部分は違法に建て増しされていたという。
バングラデシュ史上最悪の産業事故、労働災害となった。世界展開する欧米や日本のファストファッションが、バングラデシュの劣悪な労働環境や安価な労働力に依存して経営利益を上げている状況が浮き彫りとなり、論議を呼んだ。事故後1年を経過しても、被害者への補償の遅れなど課題が山積みであった。
事故後、バングラデシュの縫製産業における労働者の賃金および労働環境は劇的に改善した。劣悪な環境に依存しているファッション業界の変革を促すため、事故が起こった4月24日は「ファッションレボリューションデー」と定められている。

## 事故の背景

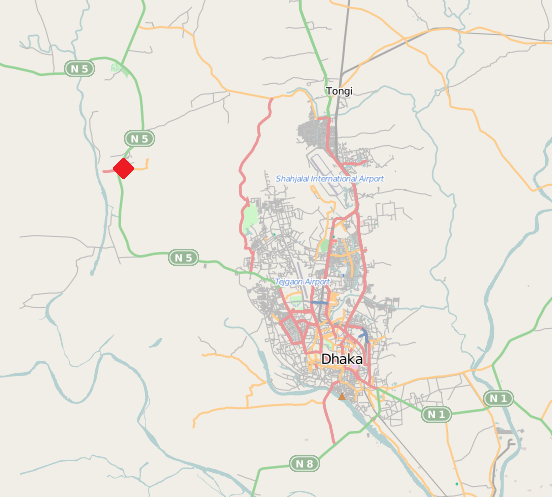
ラナ・プラザの所在地シャバール（赤印）

ラナ・プラザは、与党バングラデシュアワミ連盟（Bangladesh Awami League）の青年部隊、ジュボリーグ（Jubo League）の地方部隊のメンバーとされるソヘル・ラナが所有していた。その建物には約5,000人を雇用する衣服工場数ヶ所と複数の店舗、銀行1店舗が入っていた。工場では、ベネトン、プラダ、グッチ、ヴェルサーチ、モンクレール、the Children's Place、El Corte Inglés、Joe Fresh、Mango、Matalan、プライマーク、といったブランドのアパレルの生産を受託するだけではなく、ウォルマートやボン・マルシェからも請け負っていた。
バングラデシュ消防市民防衛（Bangladesh Fire Service & Civil Defence）の長Ali Ahmed Khanは、上の4つの階は無許可で建設された、と話した。ラナ・プラザの建築家Massood Rezaは「この建物は店舗やオフィス向けに計画された。しかし工場向けには計画されていない」と話し、また一部の建築家らは店舗やオフィス専用に設計された建物の中に工場を配置することに伴うリスクを強調し、その構造は重機の重量と振動に耐えるほど潜在的に強くない、と指摘した。
2013年4月23日（崩壊の前日）に、あるテレビ局はラナ・プラザの建物にひびが入っていることを示す映像を放映した。その直後、建物から避難し（the building was evacuated,）、その後下の諸階の店と銀行は閉鎖された。その日の夜遅くに、ソヘル・ラナはメディアに対して、建物は安全であり、労働者らは明日帰るべきだ、と言った。またEther Texのマネージャーらは、出勤を拒否した労働者らの1か月分の支払いを差し控えるぞと脅迫した。

## 崩落と救出
4月24日朝に、停電が発生し、最上階のディーゼル発電機が始動した。建物はバングラデシュ標準時間8時57分ころに崩壊し、1階だけを無傷で残した。バングラデシュ衣料品製造輸出業者協会(Bangladesh Garment Manufacturers and Exporters Association)会長は、崩壊時に3,122人の労働者が建物内にいたことを確認した。或る地元住民は、あたかも「地震が起こった」("an earthquake had struck")かのように現場を描写した。
国連の都市型捜索救助調整グループ――国際捜索救助諮問グループ(International Search and Rescue Advisory Group)、またはINSARAGとして知られる――はそのメンバーらから支援を申し出たが、バングラデシュ政府はこの申し出を拒否した。政府は地域の地元の救助緊急サービスが十分に整っていることを示唆する声明を発表した。バングラデシュに援助を提供する前に、国連は効果的な救援活動を開始する国の能力を評価するための協議を開催したし、彼らは彼らはその能力を欠いているという結論に達した。バングラデシュ当局者らは、「顔を救う」("face-saving")行動を取り国民の感性を保護することを望みながら、国連から申し出られた支援を受け入れることを拒否した。救出活動の大部分は装備が不十分なボランティアらで構成されており、彼らの多くは防護服を着用せず、サンダルを履いていた。一部の埋められた労働者は救われるのを待ちながら、高温に耐えるために自分たちの尿を飲んだ。バングラデシュ政府は生きたまま埋められた人々より国家の誇りを優先したとして非難されただけでなく、がれきに閉じ込められた人々の多くの親戚は救出任務を時期尚早に終わらせようとしたとして、政府を批判した。
衣料品メーカーのウェブサイトの1つは犠牲者の半数以上が女であり、建物内の保育園施設にいた多くの子供たちを示している。バングラデシュの内務大臣、Muhiuddin Khan Alamgirは消防職員、警察、および軍の人員が救助活動を支援していることを確認した。ボランティアの救出者らは布の巻き(bolts of fabric)を使用して、生存者らが建物から脱出するのを助けた。4月25日に国家的な服喪の日が開催された。
5月8日に、軍のスポークスマンであるMir Rabbiは、がれきからより多くの遺体を回収する軍の試みは少なくとももう1週間続く、と述べた。崩落の17日後の5月10日にReshmaという名前の女が発見され、がれきの下でほとんど無傷で生きたまま救出された。

## 事故の原因
建物問題の直接的理由は――
1. 構造的完全性を損なう埋められた池の上に建てられた建物[24]、
2. 商業的利用から産業的利用への転換[40]、
3. 元々の許可の上に3つの階の追加[41]
4. 標準以下の建設資材の使用（これは、発電機らによる振動によって悪化する建物構造の過負荷につながった）[40]

これらさまざまな要素は、Sohel Ranaによる疑わしい商慣行とSavarでの疑わしい行政慣行を示していた。
建物の崩落に先立って多くの管理上の失敗があり、早期の警告サインが無視されることにつながった。産業警察は検査が行われるときまで、建物の避難(evacuation of the building)をまず要求した、と報告された。また、報告によればエンジニアのAbdur Razak Khanが建物を安全でないと宣言し、公的機関にさらに徹底的な検査を実施するよう要請し、彼は所有者が不法に3つの階を追加するのを手伝ったために逮捕された。また、現場を訪れたUpazila Nirbahi OfficerのKabir Hossain SardarがSohel Ranaと会い、建物の安全を宣言したと報じられている。ソヘル・ラナはメディアに建物は安全であり、労働者らは翌日仕事に戻るべきだ、と述べた。ラナプラザの工場の或るマネージャーは、ソヘル・ラナが建物は安全だ、と彼らに言った、と報告した。その後、マネージャーらは労働者らに仕事に戻るように要求した。Ether Texのマネージャーらは、出勤を拒否する労働者らからの1か月分の支払いを差し控えるぞと脅迫した。その結果、労働者らも翌日工場に戻った。

### 経営と安全順守
労働者らを工場に送り返すというマネージャーらの決定は、部分的には定刻に注文を完了せよという圧力によったものであり、ファストファッション業界のためにバイヤーらが選び好む、短い納期に災害の部分的責任を負わせた。ガーディアンを含むメディアはファストファッションと低価格の衣料品の需要は、衣料品ブランドによる最小限の監視を動機付けたし、集合的に組織された労働組合は経営圧力に応じられたはずだ、と主張している。また一部メディアは労働組合を労働力コストを増加させるだろう。したがって、バングラデシュの衣服産業を危険にさらすだろう、と主張した。
2005年のスペクトル工場崩壊事故以来、有名メーカーはバングラデシュの繊維産業でこのような災害を防ぐため、倫理的取引イニシアチブやビジネス社会コンプライアンスイニシアチブ(the Ethical Trading Initiative and Business Social Compliance Initiative)のようなプロジェクトを組織した。これらプログラムは、結局はSavarの建物の崩落を防ぐことができなかった。ラナプラザの工場のうち2つでBSCIの手順に従って実施された社会コンプライアンス監査にもかかわらず、監査人らは構造上の懸念を検出できなかった。崩落後のプレスリリースで、BSCIは、彼らのシステムは建物の安全をカバーしていない、と説明した。これは争われている。これはBSCI監査質問票では、監査人らが建築許可を確認する必要があり、許可と実際の階数との間に矛盾が見られたためである。一部の人々は、BSCIはそのような違反を報告するインセンティブが弱いと主張した。
調査が終了し、裁判所が決定を下すとき、原因に関するより多くの結論が得られるであろう。

## 事故の影響

### バングラデシュ
ラナプラザの建物が崩落した翌日に、Rajdhani Unnayan Kartripakkha（資本開発局）はビルの所有者とそれの中で操業しているの縫製工場5つに対して訴訟を起こした。その日に、建物の残骸から数十人の生存者が発見された。シェイク・ハシナ首相は議会で、ソヘル・ラナという名前はJuboリーグの事務局長リストに含まれていない、と述べた。その後、彼女はソヘル・ラナと建物内で操業している縫製工場の所有者4人の逮捕を命じた。Sohel Ranaは隠れていたと報じられた。しかしながら、当局は、崩落に関連して他の4人がすでに逮捕された、と報告した。
建物が倒壊してから2日後、ダッカの工業地帯、チッタゴン、およびガジプルの繊維労働者らは交通機関、商業ビル、そして衣服工場を標的にして暴動を起こした。翌日に左派諸政党とバングラデシュ民族主義党が主導する18党同盟(18 Party Alliance)は容疑者の逮捕と裁判、および脆弱な工場を特定する独立委員会を要求した。建物が崩落してから4日後に、ラナプラザの所有者ソヘル・ラナがインド国境のジェソール地区、ベナポールで治安部隊に逮捕された。その日、被災地で火災が発生したし、当局は生存者らの捜索を一時、停止せざるを得なかった。
5月1日、国際労働者の日にダッカ中心部で何千人もの抗議する労働者がパレードし、安全な労働条件とラナ・プラザの所有者への死刑を要求した。1週間後にバングラデシュ最悪の産業災害のいく百人もの生存者が、崩壊による死者数が700人を超えたために、賃金を要求してハイウェーを封鎖した。地方政府の当局者はバングラデシュ衣料品製造輸出業者協会と協議し、労働者らに4月の未払い給与に加え、さらに3か月分の97ポンドを支払と発表した。当局は生き残った労働者らにすぐに報酬が支払われると約束した後、彼らは抗議を終わらせた。政府と衣料品協会は誰に補償が支払わなければならないかを確定するため、生き残った従業員の一覧表を編集しつつあった。翌日にダッカの16工場、チッタゴンの2工場、計18の衣服工場が閉鎖された。繊維大臣のAbdul Latif Siddiqueは安全を確保するための厳格な新しい措置の一環として、より多くの工場が閉鎖されるだろう、と記者らに語った。
6月5日、バングラデシュ警察は政府とバングラデシュ衣服製造輸出業者協会によって約束された返済と補償を要求して抗議していた何百人もの元労働者らと、崩壊の犠牲者らの親戚らを解散させようとして空中に発砲した。6月10日に、検査官7人が崩落した建物の衣服工場の免許を更新したことで停職処分になり、過失で告発された。ラナプラザ崩壊から100日後の8月30日、負傷した労働者らとそこで死亡した人々の家族ら、そして労働者権利活動家らが悲劇の記念碑の落成式をおこなった。それはハンマーと槌を握って空に向かって突き出す2つの拳の粗野な像であった。警察は記念碑の建設を数回止めようとした。それは悲劇の唯一の記念碑のままである。
9月22日、警察が抗議者の群衆にゴム弾と催涙ガスを発射したとき、少なくとも50人が負傷した。彼らはダッカの街路を封鎖し、最低100ドル（8,114タカ）の月給を要求していた。11月には西洋のブランドへ製品を供給していたガジプールの10階建ての衣服工場が、同僚1人が警察の発砲で死亡したという噂に怒りを覚えた労働者らによって全焼されたとされている。
2014年3月にラナプラザの所有者、ソヘル・ラナは高等裁判所で6か月の保釈を与えられた。これは労働指導者らからの怒りの反応を促した。しかしながら、警察によって提起された別の訴訟が係属中であるために、ラナは刑務所から釈放されなかった。NYU Stern Center for Business and Human Rightsによって書かれた2015年12月のレポートによれば、バングラデシュの既製服(Ready-made garment, RMG)産業を浄化するという国際社会の2億8,000万ドルのコミットメントにもかかわらず、検査された3,425の工場のうち8つだけが「最終検査に合格するのに十分な違反を是正し」("remedied violations enough to pass a final inspection")ていた。2016年6月14日にソヘル・ラナなど、17人が建築基準法に違反したとして起訴された。2016年8月に被告人らがバングラデシュ高等裁判所に控訴した後、裁判は延期された。

### 世界的な批判

#### 政治家

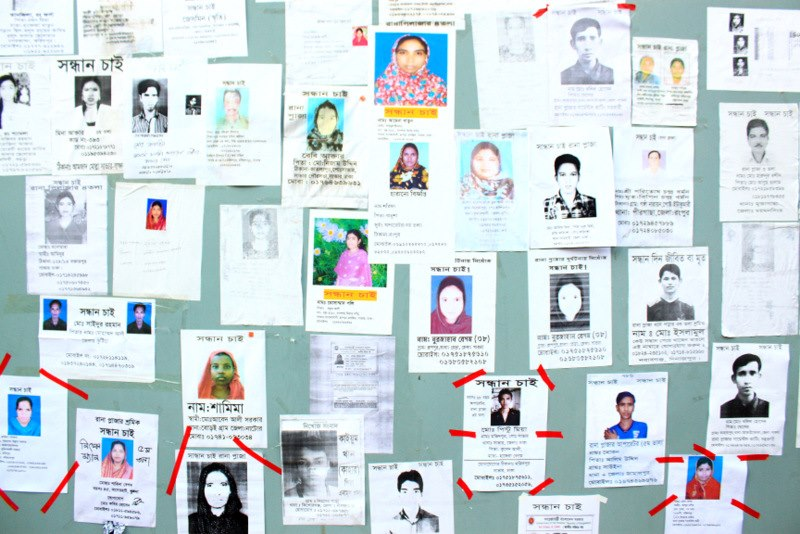
親戚らが投稿した行方不明者らの写真を載せたボード

イギリスの副首相であり、自由民主党の党首であるニック・クレッグは、言った――「...消費者らは、どこで買い物をするかを選択する際に、思っている以上の力を持っている」("... consumers have more power than they think when it comes to making choices about where they shop")
イギリスのマイケル・コナーティ下院議員はイギリスの主要なハイ・ストリート諸企業に強制することによって、現代奴隷制を終わらせる新しい法律を推進し、供給チェーンを監査するようイギリス政府に求めている。この枠組みは、これらの企業が第三世界諸国とイギリスで奴隷労働が商品を生産するために使用されていないことを確認する、精力的なチェックを行うことを要求している。
Karel De Gucht、European Commissioner for Tradeは、もし労働者の状態を改善するために何もしなければ小売業者とバングラデシュ政府がEUからの行動に直面する可能性があると警告し、買い物客はどこで金銭を使っているかも考慮する必要があると付け加えた。
5月1日に、ローマ教皇フランシスコは工場の労働条件に反対して発言した――
バングラデシュの悲劇の日に本当に印象に残った見出しは、「ひと月に38ユーロで生活する」であった。それは死んだ人々が支払われていたものである。これはいわゆる奴隷労働である。こんにちこの奴隷制は、何か神がわれわれにくださった美しいもの――創造し、働き、尊厳を持つ能力――に反して行われている。何人の兄弟姉妹がこの状況に陥ってるとわかるだろう！　
公平に支払わず、仕事を与えない、なぜならただ貸借対照表を見ているだけ、ただ利益を上げる方法を見ているだけだから。それは神に反しているのだ！(A headline that really struck me on the day of the tragedy in Bangladesh was 'Living on 38 euros a month'.That is what the people who died were being paid.This is called slave labour.Today in the world this slavery is being committed against something beautiful that God has given us – the capacity to create, to work, to have dignity.How many brothers and sisters find themselves in this situation! Not paying fairly, not giving a job because you are only looking at balance sheets, only looking at how to make a profit.That goes against God!)

#### 擁護団体
ヒューマン・ライツ・ウォッチは、バングラデシュの工場建設の悲劇の数に対する懸念を表明した。2012年のダッカ火災を含む過去10年間に、国内で多数の重大な事故が発生している。
IndustriALL Global Unionは、世界の繊維衣料労働者の労働組合を代表するグローバルユニオンフェデレーションであり、災害後のバングラデシュの労働法改革の要求を支援するオンライン運動を開始した。Labour Startで主催されたこの運動は、組合が労働者らを組織しやすくするための法律の変更と、健康と安全の状態の改善を要求している。
4月27日に、抗議者らはロンドンのウエストエンド、オックスフォードストリートにあるプライマークの店舗を取り囲んだ。運動グループWaron Wantのマレー・ワーシーは店外で話して言った――
われわれはバングラデシュの建物の崩落で300人が死亡したのは事故ではなかったという明確なメッセージをプライマークに送るため、ここにいる――彼らは完全に予防可能な死であった。もしPrimarkがそれらの労働者に対する責任を真剣に受け止めていたならば、今週だれも死ぬ必要はなかったろう。(We're here to send a clear message to Primark that the 300 deaths in the Bangladesh building collapse were not an accident – they were entirely preventable deaths. If Primark had taken its responsibility to those workers seriously, no one need have died this week.)

ロンドンのオックスフォードサーカスにあるベネトンの旗艦店では、崩落から1年経って以来、毎月抗議活動が行われている。ベネトンは当初、工場での自分たちの衣服の製造に関連する報告を否定したが、ベネトンに関連する衣服と文書が被災地で発見された。抗議者らは、ベネトンが補償基金に寄付することを要求しており、彼らはそれをまだ行なっていない。
世界労働人権研究所 (Institute for Global Labour and Human Rights) は労働者救済基金を設立し、2013年9月までに負傷した労働者と生き残った家族のために26000ドルを集めた。

### アカデミア
NYUスターン経営人権センター (NYU Stern Center for Business and Human Rights) の研究者チームは調査を開始し、その結果2014年4月に、「通常のビジネスは選択肢ではない――ラナプラザ後の供給鎖と調達」("Business as Usual Is Not an Option: Supply Chains and Sourcing after Rana Plaza")と題する報告を発表した。NYUスターン経営人権センターによって書かれた2015年12月の報告によれば、バングラデシュのRMG産業を浄化するという国際社会の2億8000万ドルのコミットメントにもかかわらず、検査された工場3,425のうち8つだけが「最終検査に合格するのに十分な違反を是正した」("remedied violations enough to pass a final inspection")。

### 消費者
合衆国とオーストラリアの何十人もの消費者が、工場建物に見つかる不安全労働条件に反対した。人々はまた、その特定の建物と何の関係もないがバングラデシュにある諸工場から調達していることが知られる小売業者らに、怒りを表明した。

### ファッション業界の反応
崩落1週間後の小売業者らとNGOらの会議で、あらたなバングラデシュの工場と建物の安全に関する合意 (Accord on Factory and Building Safety in Bangladesh) が作成され、5月16日の署名期限が設定された。この協定は、合衆国を拠点とするPVHのみが署名した以前の協定をさらに詳述しており、カルバンクラインとドイツの小売業者Tchiboを所有している。
ウォルマートは他の14の北米企業とともに、期限が過ぎたために、合意への署名を拒否した。2013年5月23日の時点で、38社が合意に署名していた。ウォルマート、J.C.ペニー、そして労働活動家らは、少なくとも2年間、バングラデシュの工場の安全性を改善する合意を検討してきた。2011年にウォルマートはバングラデシュの工場が安全基準を改善するのを支援するために、小売業者らがアパレルのためにもっと金銭を払わせなければならなかったであろう改革を拒否した。
2013年7月10日にウォルマート、GAP、ターゲット、メイシーズを含む17の主要な北米小売業のグループがバングラデシュの諸工場の安全を改善する計画を発表し、労働グループから即座な批判を受けた。彼らはヨーロッパの諸企業の間で達した合意よりも厳しくないという不満を言った。主にヨーロッパの小売業者らが参加した合意とは異なって、この計画はこれらの改善に対しての拘束力のあるコミットメントが欠けている。
アメリカンアパレルの創設者兼CEO、ドブ・チャーニーはVice.tvでインタビューを受け、発展途上国の労働者の不適切な扱いに反対して、それを「奴隷労働」("slave labor") と呼んでいる。チャーニーは「グローバル衣料労働者の最低賃金」("Global Garment Workers Minimum Wage") を提案し、サバールのような危険な工場条件につながる現代のファストファッション業界の商慣行の内部の仕組みの多くについても詳細に議論している。
2013年10月に、カナダのブラッド・ローウェンは1,600のバングラデシュ縫製工場の安全機能をアップグレードするための合意要件を実装する責任を与えられた。2013年12月に彼と彼の妻で映画製作者のShelagh Carterは、ダッカに移り、それは予想される5年間の任期であった。

## 被害者への補償

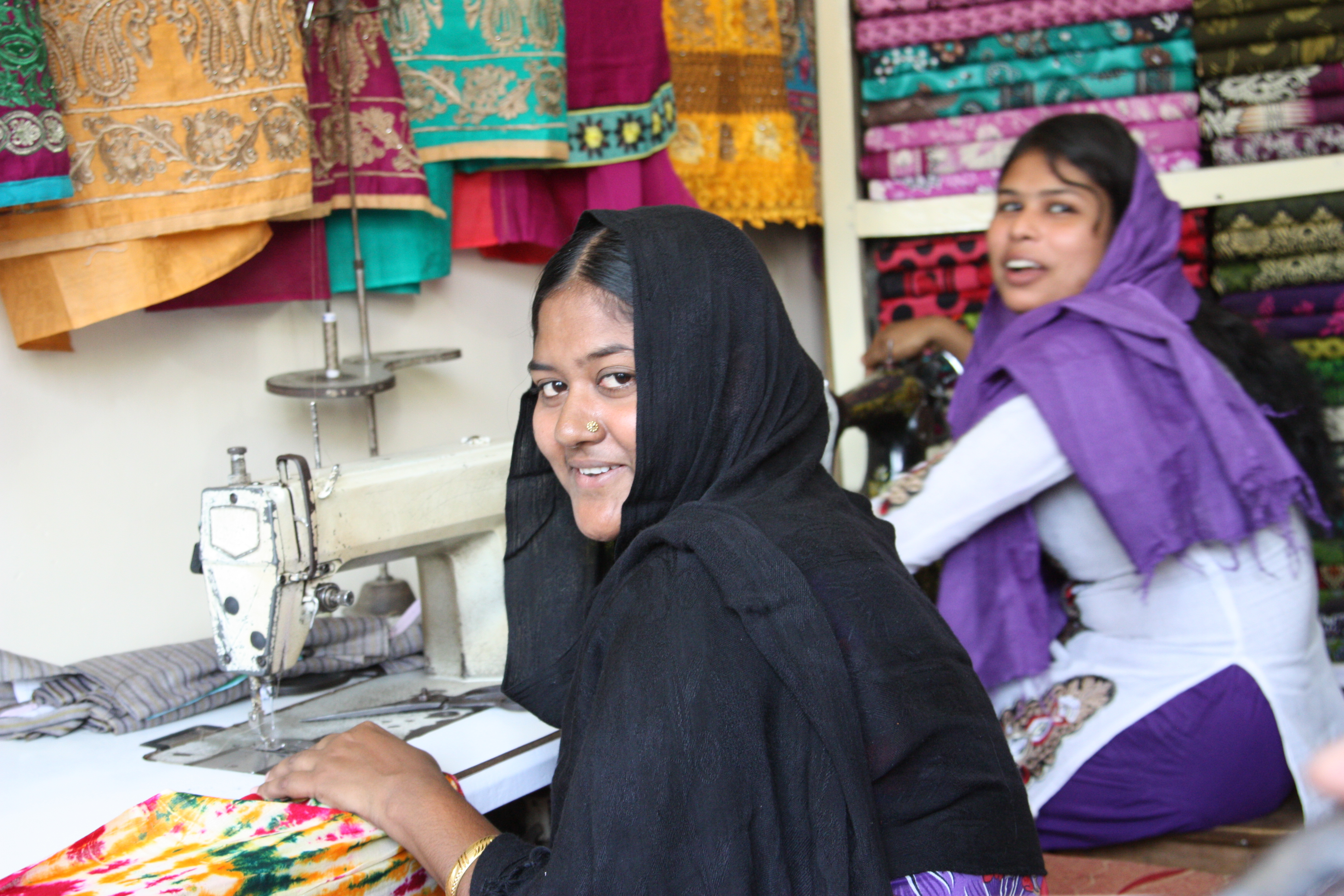
建物崩落の或る生存者

2013年9月中旬の時点で、被災者の家族への補償はまだ議論中であったし、多くの家族は、食糧、避難所、教育、そして医療を提供していた孤独な賃金稼ぎ手を失った後、生き残るのに苦労していた。プライマークから200ドルの補償を受けていた家族は、ただ崩落での親戚の死のDNA証拠を提供できた家族だけであったし、これは非常に困難であるとわかった。合衆国政府は被害者らの家族らにDNAキットを提供した。
ラナプラザの工場から製品を調達したと特定された29のブランドのうち、犠牲者らへの補償に関する提案に合意するために2013年11月に開催された会議に出席したのは9つだけであった。ウォルマート、カルフール、Mango、Auchan、KiKを含む、いくつかの企業が署名を拒否した。この契約はプライマーク、ロブロウ、ボンマルシェ、エルコルテイングレスによって署名された。2014年3月までにラナプラザから製品を調達していた28の国際ブランドのうち7つが、国際労働機関が支援している『ラナプラザ・ドナーの信託基金』(Rana Plaza Donor’s Trust Fund) 報酬基金に寄付した。
20を超えるの被害者らの家族らは、彼らの主張を文書で裏付けることができなかったために、補償されていない。

## 訴訟
2014年6月15日に、バングラデシュ汚職防止委員会 (Bangladesh Anti Corruption Commission) は、設計に誤りのあるラナプラザを建設したとして14人を相手取って訴訟を起こした。2015年6月1日に、バングラデシュ警察は、建物の所有者らを含む42人を、崩落をめぐる殺人罪で訴えた。被告人は2016年7月28日に訴えられた。バングラデシュ高等裁判所がSavar市長Refayat Ullahを含む被告人5人に対する裁判手続きを停止した後、ケースは延期された。
2017年8月29日に、工場の所有者サヘル・ラナは国の反移植委員会に個人的な財産を宣言しなかったとして、裁判所から最大3年の懲役を宣告された。ラナと政府関係者を含む他の37人も殺人罪で訴えられており、もし彼らが複合施設の崩落の原因であると判明したならば死刑を科される可能性がある。
2021年の時点で、殺人裁判と建築基準法違反の裁判の両方はまだ係属中である。ただサヘル・ラナだけが勾留されており、他の被告人は保釈金で釈放、もしくは逃走中、またはすでに死亡している。

## 国際的反応
Savarの建物の崩壊により、企業の社会的責任についてグローバルな供給鎖全体で幅広い議論が行われるようになった。Savarの建物の崩壊の分析に基づいて、Wieland と Handfield（2013）は、企業が製品とサプライヤーを監査する必要がある、そして、そのサプライヤー監査は、一次サプライヤーとの直接的な関係を超える必要がある、と示唆している。彼らはまた、もし供給を直接制御できないならば視認性を向上させる必要がある、スマートおよび電子技術が視認性を向上させるための重要な役割を果たしていることも示している。最後に、彼らは、供給鎖における社会的責任をうまく管理するために、地元のパートナー、業界全体、大学とのコラボレーションが不可欠であることを強調している。
労働者の福祉のために活動している組織Bangladesh Garment Sramik Sanghatiは、政府、国際的なバイヤー、および工場の所有者に、生存者らと犠牲者らの家族らに補償するよう呼びかけた。グループはまた、4月24日を国内の労働安全日(Labor Safety Day)と宣言するよう要請した。世界の労働権利諸団体は西洋の小売業者らを批判し、彼らは衣服が作られている工場の安全を確保するのに十分なことをしていない、と言っている。

ラナプラザの災害に関連する諸企業にはスペインのMango、イタリアのベネトン、フランスのAuchanが含まれる。
2014年4月24日に、建物敷地近くで災害1周年を記念して開催されたイベントに何千人もの人々が集まった。

## ドキュメンタリー
Shelagh Carterは、ダッカに住みながら、悲劇の1周年を記念した短いドキュメンタリー『Rana Plaza: Let Not the Hope Die』（2014年）を制作した、合意の実施における彼女の夫ブラッド・ローウェンの仕事を支援して。
また、 ザ・トゥルー・コスト ～ファストファッション 真の代償～ （2015年）においても、この事故が取り上げられている。